# Gemeinde Zeltschach
Die Gemeinde Zeltschach war eine Gemeinde im Kärntner Bezirk Sankt Veit an der Glan, die 1890 durch Abspaltung von der Gemeinde Friesach entstand und mit Jahreswechsel 1972/73 aufgelöst und wieder an die Gemeinde Friesach angeschlossen wurde.

## Geografie

### Lage
Die Gemeinde lag im Norden des Bezirks Sankt Veit an der Glan, im Osten der heutigen Gemeinde Friesach. Sie umfasste Teile des Guttaringer Berglands und des Friesacher Felds. Ihre Fläche betrug gut 33 km². Die Gemeinde grenzte seinerzeit im Norden an die Steiermark, im Osten an die Gemeinde Guttaring, im Süden an die Gemeinde Micheldorf und im Westen an die Gemeinden Friesach und St. Salvator.

### Gliederung

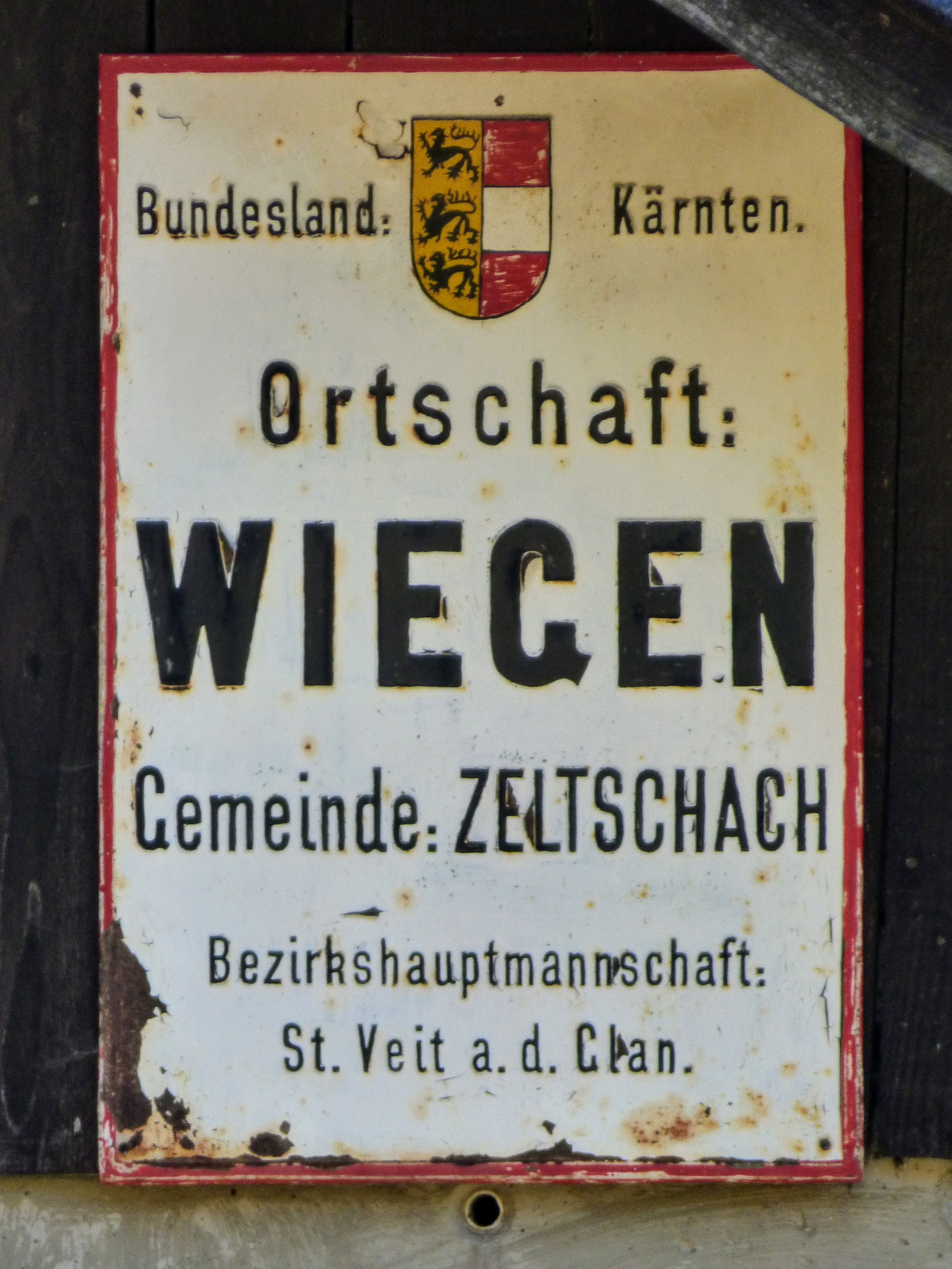
Ortschaftstafel Wiegen, Gemeinde Zeltschach

Die Gemeinde umfasste lediglich die Katastralgemeinde Zeltschach.
Zur Gemeinde Zeltschach gehörten die Ortschaften
- Dobritsch (nur der in der Katastralgemeinde Zeltschach liegende Teil des Orts)
- Gaisberg
- Harold
- Hartmannsdorf (nur der in der Katastralgemeinde Zeltschach liegende Teil des Orts)
- Judendorf (nur der in der Katastralgemeinde Zeltschach liegende Teil des Orts)
- Kräuping
- Oberdorf
- Pabenberg
- Sattelbogen
- Schwall
- Silbermann
- Wiegen (der Kärntner Teil des Orts)
- Zeltschach
- Zeltschachberg.

## Geschichte
Im Zuge der Verwaltungsreformen nach der Revolution 1848/49 wurde 1850 die Gemeinde Friesach errichtet, die unter anderem die zuvor zum Steuerbezirk Dürnstein gehörende Katastralgemeinde Zeltschach umfasste. 
Schon 1865 wurde im Kärntner Landtag der Wunsch Zeltschachs nach Bildung einer eigenen Gemeinde diskutiert. Sowohl die Gemeinde Friesach als auch das Bezirksamt Friesach sprachen sich damals gegen eine Abspaltung aus. Wenig schmeichelhaft hieß es seitens des Bezirksamts, dass in der Katastralgemeinde Zeltschach „die zur Selbstständigkeit erforderliche Intelligenz nicht vorhanden“ sei; „der weitaus größere Theil der Insassen könne gar nicht schreiben“; auch hätten die abstimmberechtigten Zeltschacher, die sich für die Abspaltung von Friesach aussprachen, einstimmig bekundet, sie würden das Gemeindegesetz nicht kennen.
1887 brachten mehrere Zeltschacher Bürger bei der Bezirkshauptmannschaft St. Veit an der Glan ein Ansuchen ein, eine eigene Gemeinde Zeltschach zu bilden. Eine Abstimmung über die Bildung einer eigenen Gemeinde am 3. November 1887 ergab bei 126 Wahlberechtigten in der Katastralgemeinde Zeltschach 76 Ja- und 2 Nein-Stimmen. Im Herbst 1889 erließ der Kärntner Landtag ein Gesetz, durch das 1890 die Katastralgemeinde Zeltschach von der Gemeinde Friesach abgetrennt wurde. Am 28. Juni 1890 konstituierte sich die neue Gemeinde Zeltschach.
Die Gemeinde Zeltschach gehörte Zeit ihres Bestehens zum politischen Bezirk Sankt Veit an der Glan und zum Gerichtsbezirk Friesach. 
Im Zuge der Gemeindestrukturreform wurde zum Jahreswechsel 1972/73 die gesamte Gemeinde Zeltschach mit damals 645 Einwohnern an die Gemeinde Friesach angeschlossen.

## Wappen
Am 15. Juni 1960 wurde der Gemeinde ein Wappen mit folgender amtlicher Blasonierung verliehen: „Dreiecksschild mit rotem Schildhaupt, unten schwarz-weiß [= silber] dreimal gesparrt.“ Die Fahne war Rot-Weiß-Schwarz mit eingearbeitetem Wappen. Als Grundlage dienten die an Urkunden aus den Jahren 1234 und 1245 erhaltenen Siegel der Herren von Peggau. Die in diesen Siegeln nicht erkennbaren Tinkturen wurden aus dem Wappen der Weißpriacher abgeleitet, die über die Albecker mit den Zeltschach-Peggauern verwandt waren.

## Bürgermeister
Bürgermeister der Gemeinde war unter anderem Johann Winkler (1890 bis 1895), Kaspar Kerschbaumer (1909), Josef Ressler (1913 bis 1926) und Peter Kaiser (1928).